# Ķeizarmežs
Ķeizarmežs (fundado como SV Kaiserwald Riga),foi um clube de futebol letão que foi fundado pela comunidade alemã de Riga em 1909,sendo o terceiro clube mais antigo da Letônia.foi o primeiro campeão do Campeonato Letão de Futebol,em 1922. o time se extinguiu em 1934.